# Jussi Tupamäki
Jussi Tupamäki (* 30. November 1977 in Pori) ist ein ehemaliger finnischer Eishockeyspieler und heutiger -trainer. Er war 2019 Cheftrainer des österreichischen Klubs Dornbirner EC und ist seit 2020 Assistenztrainer des finnischen Vereins JYP Jyväskylä.
Seine Trainerkarriere begann er bei der Frauenmannschaft JyHC aus der Naisten Liiga, der höchsten finnischen Fraueneishockeyliga. Anschließend betreute er Nachwuchsmannschaften von Titaanit, JYP Jyväskylä, SaiPa und den Mestis-Klub KeuPa HT.
Zudem betreute er zwischen 2015 und 2020 die estnische Eishockeynationalmannschaft als Cheftrainer sowie in der Saison 2017/18 den EC Bregenzerwald.